# Moeder Godskerk (Roosendaal)
De Moeder Godskerk in de Nederlandse stad Roosendaal is een katholieke kerk in moderne, organische vormgeving, gebouwd in 1966/67. Bouwpastoor was pastoor F.J. de Bakker, architect Antoon van Kranendonk. 

## Geschiedenis
De kerk heeft een vierkante plattegrond en een bijzonder betonnen hyparschaaldak. Bij een hypar (hyperbolische paraboloïde) verloopt de kromming in twee richtingen haaks op elkaar: hol en bol, waardoor een stijve constructie ontstaat. Het dak loopt vloeiend op van laag bij de ingang naar hoog boven het altaar. Het vloeroppervlak loopt schuin af naar het liturgisch centrum toe. 
In de uiterste bovenhoek, boven het altaar, bevindt zich een opvallend asymmetrisch raam, waardoor het hemelse zonnelicht binnenvalt. De twee achterwanden van de kerkruimte zijn nagenoeg volledig van licht glas in lood, waardoor er veel daglicht binnenvalt. Hiermee vormt het kerkgebouw een lichte en open omhulling van de vierende gemeenschap. Architect Van Kranendonk werd beïnvloed door de Spaans-Mexicaanse architect Félix Candela, die in de jaren vijftig verschillende gebouwen met schaaldaken realiseerde. Het ontwerp kent verder invloeden van de kapel Notre Dame du Haut in Ronchamp (1954) van Le Corbusier en van de tijdelijke kerk van het Vaticaans paviljoen Civitas Dei op de Expo 58 in Brussel, maar bij deze kerken zijn andere technieken gebruikt.
De golvende vorm van het dak past goed in de analogie van het veilige schip in de golven. Sommige aanbouwen (waaronder de Mariakapel) roepen ook het beeld op van golven die tegen het schip slaan. De jaren zestig was voor de katholieke kerk een tijd van zoeken naar nieuwe ideeën in de kerkbouw en een daarvan was het inpassen van het gebouw als symbool in de levende structuur van de buurt (architectonisch symbool).
Het interieur bevat onder meer bronzen reliëfs gemaakt door de kunstenaar Fons Bemelmans en in de kapel een sgraffito van Wim Klijn. De Moeder Godskerk is in gebruik door parochie de Ark. De kerk is op 13 oktober 2019 aan de eredienst onttrokken en gesloten.